# Nova Ramada
Nova Ramada este un oraș în Rio Grande do Sul (RS), Brazilia.